# قانون دولي

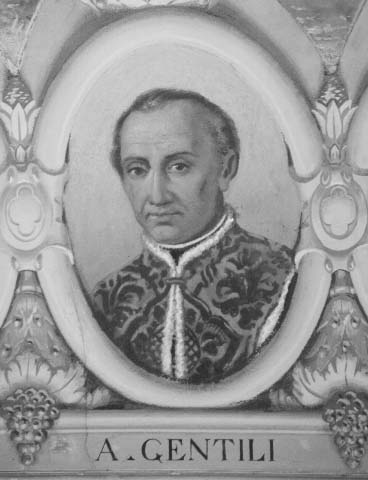
البيريكو جينتيلى هو أبو القانون الدولى

القانون الدولي هو مجموعة القواعد التي تنظم العلاقات بين الدول التي تدع لنفسها السيادة ولا تعترف بأي سلطة أعلى منها. إن هذا الادعاء يضفي على القواعد الحقوقية التي تهيمن على هذه العلاقات، صفة مبتكرة تميزها عن القواعد المتعلقة بالقانون الداخلي. فالأشخاص التابعون لهذا القانون يخضعون إلى سلطة تضع القانون وتفرض احترامه، في حين أن الدول وهي أشخاص القانون الدولي، تصدر معا" بعد الاتفاق فيما بينها، الأنظمة التي تعبر عن مصلحتها المشتركة، وتبقى كل واحدة منها حرة في تقدير مدى الالتزام الذي يترتب عليها وشروط تنفيذه. فالقانون الداخلي قانون طاعة وامتثال، يهيمن على الأشخاص الذي يمكن إرغامهم على احترام القانون، بطريق القوة إذا اقتضى الأمر، وبواسطة الأجهزة الإدارية المختصة. أما القانون الدولي، فإنه، على النقيض من ذلك يعد قانون تنسيق يكتفي بتجنيد التعاون بين الدول. ولما كانت هذه الدول لا تخضع إلى أي سلطة تعلو عليها، فأن اتصالها فيما بينها يتم وفقا" لإدارتها، وتبقى كل واحدة منه صاحبة السيادة في تقدير مدى حقوقها.ومؤدى ذلك أن جميع الدول لا تتصور معنى القاعدة الحقوقية بشكل واحد، وبما أنها تتجه نحو تجزئة مصالحها الرئيسية إلى قيم مقدسة، فإن السلم يصبح أمرا" غير مضمون. ولذلك فإن جميع أنصار السلم قد هاجموا عن طريق القانون فكرة السيادة وهي العقبة الرئيسية لتفوق القانون الدولي على الأشخاص التابعيين له، وهم الدول.إنَّ هذا الاستدلال يستند إلى منطقٍ لا يقبل الجدل، ولكنَّ السيادة، مع الأسف، فكرة تاريخية، ومن العسير تغيير التاريخ بمجموعة من الحجج المنطقية. ويجب أن تندمج هذه الحجج بالأحداث بقوة تجعل من الأمر الذي كان طبيعيا" في الأمس، يبدو في اليوم التالي أمرا" تافها". وقد بدأ هذا التطور اثر الحربين العالميتين اللتين أثبتتا مدى الدمار الذي تؤدي إليه السيادات المنطلقة من عقالها. وعقب النزاع الأول ظهرت بعض المنظمات الدولية، وفي مقدمتها عصبة الأمم وما زال عددها يزداد منذ انتهاء الحرب العالمية الثانية. ورغم أنه لم يتسن من الناحية العملية، إدراك مدى أهمية هذا الحادث فورا" فقد كان مرماه عظيما" من حيث المبادئ.فإذا انتقلنا من المرحلة الدولية الصرفة المبنية على تنسيق إرادي للسياسات الحكومية، إلى مجتمع منظم فإننا نتوصل إلى نظام مستمد من مفهوم مختلف، يستطيع إيجاد خصائص القانون الداخلي وإعطاء صورة لمجموعة مؤلفة من أجهزة تملك حق التشريع والمحاكمة والتنفيذ. ويجب أن نستبدل ممارسة المهام الاجتماعية بشكل مبعثر بنوع من تركيز السلطات تختلف حدته تبعا" لدرجة التضامن الذي تشعر به الدول المتحالفة.
وبذلك لا يتم التوحيد الذي عبثا «حاول الغزاة فرضه فحسب وأنما تتم أيضا» الوحدة المبنية على موافقة الدول المشتركة لإنشاء سلطة تعلو على سلطتها.
والمنظمات الدولية لا تعكس هذا المخطط النظري إلا من بعيد لأنها تستمد وجودها من الدول نفسها. وهذه الدول حريصة على الاحتفاظ بأكبر قسط ممكن من السيادة ولا تتنازل إلا عن أجزاء يسيرة منها إلى المنظمة التي أحدثت بدافع من الظروف.
ومهما بدت مساهمة المنظمات الدولية متواضعة من حيث تحقيق وحدة العالم فانها بلغت في الاحداث أهمية بالغة.
ومنذ أولى المدنيات التي ظهرت في حوض البحر الأبيض المتوسط، فإننا نشاهد ذلك النداء المتناقض بين السادة والتحالف. ان تاريخ العلاقات الدولية هو تاريخ ذلك التناوب بين المجتمعات المتجهة نحو التنظيم، وبين الدول التي تتجابه في حروب مستمرة، دون أن تعرف أي نظام سوى الذي تفرضه الدولة الغازية.

## تاريخ العلاقات الدولية
لقد ظلت اليونان، حقبة طويلة من الزمن، تمزقها الصراعات التي كانت تبدو بمثابة حروب أهلية تتخللها مع ذلك محاولات تهدف إلى الاتحاد خاصة بين المجالس التمثيلية. وفيما بعد فرض عليها فيليب الاتحاد بالقوة، وتبعه في ذلك اسكندر، وذلك قبل أن تندمج شبه الجزيرة اليونانية في دولة اوسع بكثير وهي الامبراطورية الرومانية. وتعد هذه الإمبراطورية أكمل نجاح لمحاولة استيعاب شعوب مختلفة في كيان عالمي.
وفي عام 212، صدر قانون (كارا كالا) الذي اعتبر جميع سكان الامبراطورية الرومانية، مواطنيين رومانيين. وقد ساعد انسجام الامبراطورية على انتشار الدين المسيحي الذي الف في القرون الوسطى نظاما«مختلفا» جدا«. فالدولة المسيحية كانت تتبع فلسفة مبتكرة، إذ لم تكن المساواة بين الناس نتيجة استيعاب حقوقي طويل المدى وغير كامل، كما كان في مفهوم الامبراطورية الرومانية بل كانت الحادث الأول بمعنى انهم متساوون جميعا» لانهم مخلوقون على صورة المسيح. فقد كان القديس بولس يقول ((لايونانيين ولابرابرة، ولايهود، ولاوثنيون)).ومنذ ان اتخذ المجتمع المسيحي الإنسان مرجعا«له، فقد شرع يتجه نحو الانتشار العالمي. ولم يكن بوسع مدينة الأمير ان تبقى مغلقة على نفسها، لانها كانت جزءا» من المدينة المسيحية، التي كانت بداية المدينة الاهلية، وهذا يفسر كيف عرفت القرون الوسطى في مجال الأنظمة، وحدة الحكومة الالهية وفي مجال العقيدة، عالمية القانون الكنسي.
آ-) كانت المدينة المسيحية تبدو كأنها هرم السلطات المتسلسلة: فالاسياد، والبارونات، والدروقات، والملوك كانوا تابعين مبدئيا" للإمبراطور الذي يخضع بدوره لسلطة البابا. وكان المجتمع مكونا" من إمارات ليست متقابلة، وانما متراصة بعضها فوق البعض الآخر. ولم يكن هذا النظام يحول، في الواقع، دون حدوث المنازعات. فكان الإمبراطور، في القمة، يطالب بالسلطة الزمنية التي كان يدعى استلامها مباشرة من الله، في حين ان البابا كان يدعي انه تسلم السلطتين الزمنية والروحية، وعهد بالأولى إلى الإمبراطور الذي يظل مرتبطا" به بنشأنها.ونشب صراع طويل تميز بخضوع الملك هنري الرابع في كانوسا.وقد نشبت حروب كثيرة بين الأمراء، لكن السلطة البابوية كانت كافية لفرض الحد الأدنى من النظام في العلاقات الدولية لاسيما عن طريق وضع حد اللجوء إلى القوة، إذ كانت الحرب محرمة في بعض الأماكن وفي بعض الازمنة. وفيما يتعلق بالاستعمار فان البابا كان يزود الأمراء بالسلطة اللازمة للسيادة على الأراضي المغزوة في سبيل نشر الايمان. فالمنشور البابوي (الكسندرين) عام 1493 رسم الحد الفاصل بين الأراضي التي سيستعمرها الأسبانيون والبرتغاليون.
فقد كان بوسع الحبر الاعظم ان يفرض على الأمراء عقوبات على جانب الأهمية، إذ كان يتمكن بواسطة الحرمان، ان يحرر رعايا الأمير من واجب الطاعة. وهكذا نلاحظ توافر سلطة عليا ذات طابع كنسي، تستطيع، رغم ضعفها، من فرص مذهب ذي اتجاه عالمي.
ب) لقد اشار علماء اللاهوت إلى صفة الكنيسة العالمية، يدفعهم إلى ذلك بحكم الطبيعة دراسة قضايا العلاقات بين الأمراء من ناحية ارتكاب الخطيئة. فقد كانوا ينشرون ان السلطة السياسية تخضع لمبدأ سام الا وهو الحق الطبيعي المستمد من الله.لذلك لم يكن الأمراء أصحاب السيادة المطلقة، وكان الجهد مبذولا" لتصوير سلطتهم كمهمة عهد بها إليهم الإله في سبيل تأمين الخير العام.
وخلال القرن الأسباني الذهبي اضفى علماء اللاهوت قوة فائقة على هذا المذهب الذي يتوخى تنظيم السلطة بقواعد سامية.
وقد بحث (فرانسيس دو فيتوريا) (1480-1546) بشكل خاص عن مبررات للاستعمار الذي أبرزت اهمية الاكتشافات الكبرى.وقد نبذ الأسباب المستمدة من همجية الشعوب المحتلة، أو من حق الاحتلال الأول، واسنده إلى حق الاتصال بين الأمم، مؤكدا" بذلك مفهومه العالمي للمجتمع الدولي إذ ان القانون الدولي نفسه مبني على الإدراك العام. وكان يساور (فرانسيسكو سواريز) (1548-1617) نفس الرغبة في الوحدة، إذ كان يرى ان الجنس البشري يفوق مختلف الأمم. فالتوفيق بين استقلال كل منها، وتشابك مصالحها الإلزامي ينشأ عن وجود نوعين من القواعد: قواعد الحق الإداري وقواعد الحق الطبيعي. فالحق الإداري يستند إلى اتفاقات يجب أن تأخذ بعين الاعتبار القواعد العليا التي فرضها الله على مجموع البشر.فكان يترتب على كل أمير ان يعمل لصالح بلاده وان يفرض على غيره من الأمراء احترام الحق الطبيعي. وبذلك تتضاعف مهتمه وتحمله، في العلاقات الدولية، على متابعة الخير المشترك العالمي.
ولكن صدف، عندما كتب (سواريز) ما تقدم، ان فقد العالم المسيحي وحدته المتداعية، وتعرض العاهلان لزوال سلطتهما، إذ رفضت (حركة الإصلاح الديني) سلطة البابا، كما أن تأليف دول دول قوية، بفضل دعم الذهب الأمريكي، قد قضى على سلطان الإمبراطور. وبذلك انهار كيان القرون الوسطى، وانتشرت الدول المستقلة، بعد أن تحررت من أي سلطة عليا.
الدول ذات السيادة:- كان المجتمع الدولي يتألف، منذ القرن السادس عشر، من بعض الدول كفرنسا، وانكلترا، وإسبانيا والبرتغال. وظلت ألمانيا وإيطاليا منقسمين إلى جمهوريات أو إمارات، وانما اخذت بعض المناطق فيها تحاول السيطرة على غيرها.وكانت جميع هذه الدول تعد نفسها ذات سيادة. وفي هذه الحقبة وضع المشرعون المبدأ القائل ((ان الملك الإمبراطور في مملكته)). وكان يرافق هذه الادعاءات القانونية والسياسية اعتقاد اقتصادي، مؤداه ان خروج النقد من البلاد يسبب فقرها، ومنه نشأت فكرة الاكتفاء الذاتي. وكانت مجموعة ردود الفعل هذه تسجل تراجعا" للمفهوم الدولي، كما أن التطور المذهبي يفسر هذا الانتقال من نظام منسجم إلى حالة من الفوضى الدولية.
آ) يعد (هوغو دو كروت) الملقب (بغروشيوس) (1583-1646) مؤسس القانون الدولي الحديث. فقد كان يتبع خطة العالم الذي يدرس الحقيقة الواقعية، كما أن نظرته للقانون الدولي من زاوية علمانية قد اقصته عن اسلافه من علماء اللاهوت. غير انه ظل متمسكا" بالاعتبارات الأخلاقية، ولاسيما فكرة مساواة البشر في الأرض، كما أن مباشرته البحث الدولي بالدفاع عن مبدأ حرية البحار، لا يخلو من مغزى، إذ ان هذه القاعدة المبنية على حرية المواصلات والتجارة، تتعارض مع ادعاءات الدول بشمول سيادتها المياه البحرية، وجعل منها طريقا" مفتوحا" امام العلاقات القائمة بين الشعوب والتي لا تتمكن من أن تكفي نفسها بنفسها. ففي كتابة (قانون الحرب والسلم) يميز (غروشيوس) بين الحق الطبيعي والحق الارادي: فالأول يضع قواعد سامية يترتب على الدول احترامها، بحيث أن رعاياها يستطيعون ان يستمدوا من النظام غير العادل، حق مقاومة الاضطهاد.والحق الارادي يؤلف القانون الوضعي
المنبثق عن الأعراف والمعاهدات. ويرى (غروشيوس) ان الدولة مستقلة فعلا"، ولكنها لا تستطيع أن تبقى منعزلة، إذ تحول دون ذلك طبيعة الإنسان الاجتماعية التي تحاول تأكيد وحدة عالم يسوده وينسق شؤونه الحق الطبيعي. غير ان كتاب (فاتل) (Fattel) (1714-1767) في القانون الدولي خال من هذا الحرص، ويؤيد السيادة للكاملة للدولة كما أنه يشير دون ابداء أي اسف إلى الفوضى التي تسود الحياة الدولية.
ب) ومرد هذه الفوضى السائدة بين الدول إلى ادعاء كل منه التمتع بالسيادة المطلقة. فالدولة مصدر القانون الدولي، بقدر ماهي خاضعة له، ولكنها قلما تعترف بالقواعد التي لا تنفق مع مصالحها، وهذا يثبت ان خضوعها للقاعدة الحقوقية ليس امرا«حتميا»، فضلا«عن ان الحكومات تفسر القاعدة المذكورة بشكل مختلفة، ولا تلجأ بالتالي إلى التسوية السلمية والتحكيم الا لحل النزاعات الضئيلة الشأن. ولذلك فان الحرب هي الحل الطبيعي للمنازعات، وبدلا» عن وصمها بالاجرام، فقد نظمت احكامها واساليبها وظلت مرعية الجانب حتى اواخر القرن التاسع عشر. ولدى تحول دولة الأمراء إلى دولة كيانها الأمة، نتيجة لتوسع الأنظمة السياسية الموروثة عن الثورة الفرنسية، استبدلت النزاعات بين الأسر المالكة، بحروب دولية نظامية يتجابه فيها جميع افراد الشعوب المستنفرون لأداء الخدمة العسكرية نتيجة لمبدأ مساواة المواطنيين والمساواة الديمقراطية.
وإذا نظرنا إلى الفترة الطويلة الممتدة بين القرن التاسع عشر حتى عام 1914، نلاحظ ان العلاقات الدولية تستمد وجودها من قانون ناشئ عن الاواصر القائمة بين الأطراف المعنية، إلى أن نمت فكرة عقد المعاهدات الايلة إلى اقصاء المنازعات المسلحة أو وضع حد لها، عن طريق دعم التمثيل الدبلوماسي. ولكن هذه الوسائل لم تكن كافية لاستتباب السلم، إذ ان الحاجة إلى النظام الذي يعد من مقتضيات كل مجتمع، استدعى اللجوء إلى أساليب مختلفة منها مايحمل الطابع السياسي، ومنها ماهو مستمد من المحالفات التي تتصرف كالحكومات وتمارس طيلة استمرارها نوعا" من الضغط على باقي الدول بغية المحافظة على الوضع الراهن الدولي.
1) وقد ظهر من ثم مبد آن مستمدان من التجارب لا من المذاهب يتوخيان تأمين نوع من الاستقرار في أوروبا، وهما مبدأ التوازن الذي يهدف إلى تجنب النتائج الخطيرة لتعديل ميزان القوى الذي قد ينشأ عن توسع دولة على حسلب الدول الأخرى، إذ تسعى هذه الفئة إلى الحصول على ما يعوض هذا الخلل في التوازن. ويؤيد ذلك ان معاهدات (وستفاليا) كانت عام 1648 تحابي فرنسا على حساب النمسا، في حين ان معاهدة (اوترخت) المعقودة عام 1713 قد نهجت سياسة معاكسة ولاتستطيع أي دولة بموجب المبدأ الثاني، أي مبدأ عدم التدخل، ان تتدخل في الشؤون الداخلية للدول الأخرى.
وهذه القاعدة مستمدة من مبدأ سيادة الدولة، ولكنها تتعرض لتفسيرات شتى تعطيها الحكومات المعنية. وعندما اعلنت بلجيكا، عام 1830، استقلالها وانفصالها عن هولندا فقد اعترضت فرنسا على تدخل بروسيا.وفي العام نفسه قضت الحكومة الروسية على الثورة البولونية، ورفضت الحكومة الفرنسية تلبية نداء الثوار والتدخل في قضية اعتبرتها داخلية صرفة. وفي الحقيقة إذا وجدت إحدى الدول العظمى ان وضعا«ما يتنافى مع مصلحتها، فانها تتدخل باسم مبدأ توازن القوى. اما إذا بدا لها ان هذا الوضع يحقق مصالحها، فانها تعترض على مبادرات الحكومات الأخرى عملا» بمبدأ عدم التدخل.
وبذلك فان كلا«من هذين المبدأين يتيح للدول العظمى إمكانات سياسية متعددة مع محاولة التظاهر بالتمسك بالأخلاق الدولية في كل ما تقدم عليه من تصرفات. وللنجاح في هذه المحاولات فقد لجأت الدول إلى التحالف وحاولت ان تفرض على أوروبا نوعا» من النظام، بفضل أهميتها وقوتها.
2) لقد بذلت في القرن التاسع عشر جهود كثيرة لتنظيم أوروبا تنظيما«امبرياليا». وعقب الانقلابات التي انبثقت عن الثورة وحروب نابليون، تألفت احلاف لاتهدف إلى اثارة الحروب وانما إلى تجنبها واتاحة الفرصة لانماء التجارة بين الأمم. وهكذا نشأ الحلف المقدس ثم الاتحاد الأوروبي.
وق ضم الأول رؤساء دول روسيا وبروسيا والنمسا ثم فرنسا وانكلترا.ورغم أنشغاله بقضايا إقليمية، كضمان مخطط الحدود المرسوم في مؤتمر فيينا عام 1815 فقد كان له هدف عقائدي مؤداه الحفاظ في العالم على النظام الملكي وشرعيته ضد أي فكرة هجومية منبثقة من عقلية عام 1789. ولذلك فقد كثرت تدخلاتها في مختلف البلاد الاوربية. غير ان الولايات المتحدة حالت دون رغبته في المساهمة في ردع مستعمرات أمريكا الجنوبية التي كانت تناضل في سبيل استقلالها بعد أن اقامت تلك الدولة نفسها بطلة عزلة القارة الأمريكية ازاء المشروعات الاوربية، عملا«بمبدأ (مونرو) الذي تبنته حكومة واشنطن. غير ان الحلف المقدس أخذ بالتدهور لانه كان ينادي بعقيدة متداعية وأصبح يمثل الاقلية. وقد تحقق اخفاقة بعد انسحاب بريطانيا العظمى التي لم يكن نظامها التمثيلي ليمتزج مع الحلف ولاسيما بعد الثورة التي نشبت في فرنسا عام 1830. وقد شجع حلول الطبقة البرجوازية اثر النهضة الصناعية انتشار الأفكار المتحررة التي لم تكتف بأن يتولى المواطنون انتخاب الحكام وتسميتهم، بل كانت تتوخى تحرير الشعوب الاوربية الواقعة تحت سيطرة دولة اجنبية. وهكذا انتشرت حركة القوميات التي اخذت تطالب بإنشاء دولة حيثما يتواجد سكان تتوافر لديهم خصائص الأمة. وقد تساءل (رونان) في دراسته الشهيرة (ماهي الأمة) انها تستند إلى رغبة في العيش معا» تؤازرها، وحدة في الدين والعرق، والتاريخ والمصالح الاقتصادية. انها مجموعة أسس روحية ومادية بدأ الشعور بها في أوروبا خلال النصف الثاني من القرن التاسع عشر، واثارت في إيطاليا واتحاد النمسا والمجر، قضايا عويصة اقضت مضجع الدول الكبرى، وحملتها على تأليف الاتحاد الأوروبي. وقد كان هدف هذا الاتحاد مزدوجا: المحافظة على متابعة الاتصالات بين الدول الأعضاء ودعم السلم الذي تقتضيه المبادلات التجارية التي اخذت تنمو بسرعة في تلك الجمهورية التجارية الواسعة التي كانت تكون أوروبا الرأسمالية.
وتبعا" لذلك، فقد أنشأ الاتحاد الأوروب أولى الاتحادات الإدارية، وهي منظمات دولية متخصصة في تسوية القضايا التي يتطلب حلها تجاوز المجال القومي، وحدد نظام نه (الدانوب) الدولي كما حدد نظام المناطق الواقعة فيما وراء البحار (مؤتمر برلين المعقودان عامي 1896و1889).
وقد تم التوسع الاستعماري في الوقت الذي اخذت تنتشر في أوروبا الحركة القائلة بحق الشعوب في تقرير مصيرها مما اثار من جديد موضوع التوازن الراهن. ومن جهة أخرى فقد كان الهدف الثاني للاتحاد المحافظة على النظام وفرضه عند الاقتضاء على الدول الصغيرة والمتوسطة رغم أن بعض اعضائه كانوا يشجعون هنا وهناك حركة القوميات لدى الشعوب الموالية لهم.
غير ان هذه الحكومة الدولية في الواقع والتي تستمد سلطتها من تحالف القوى لم تكن لتخلو من التصدع.وقد بدا تشابك متزايد بين البلاد الأوروبية رغم التناقضات التي كانت قائمة بينهم على مدى الأزمان والعصور. فهذا التضامن القائم موضوعيا«على شبكة من المواصلات لم يكن مقرونا» بتضامن شخصي إذ ظلت المعتقدات متعلقة بفكرة القومية كما أن الحكومات كان يساورها الإغراء بالعودة إلى نظام الحماية وكان لابد من نشوب الحرب كي يلاحظوا بعد فترة طويلة ان الوحدة الفعلية للعالم الغربي كانت تحول دون المنازعات بين دولتين أو عدد ضئيل من الدول وانما كانت تؤدي إلى امتداد الحرب إلى العالم باجمعه.
تنقسم القوانين الدولية إلى قسمين: عام وخاص
فالقانون الدولي العام: عبارة عن قواعد وتنظيمات تنظم العلاقات بين الدول في حالتي السلم والحرب، وبينها وبين المنظمات الدولية.
ومن الأمثلة على ذلك: قوانين منظمة الأمم المتحدة، ومعاهدة جنيف، والقوانين والأنظمة التي تصدر من الدول كدول مجلس التعاون الخليجي، والتي تكون الدولة طرفاً فيها، لا الأفراد.
والقانون الدولي الخاص: هو القانون الذي ينظم العلاقات بين الأفراد ذات العنصر الأجنبي بشكل يؤمن لهم الطمأنينة في معاملاتهم وروابطهم المتكونة على صعيد المجتمع الدولي ويعمل على احترام مبدأ سيادة الدولة على إقليمها.
ويشمل عدة موضوعات، مثل الجنسية، والموطن وتنازع الاختصاص القضائي الدولي.
ولأهمية الجنسية فسنسلط عليه الضوء:
الجنسية:
هي رابطة قانونية وسياسية تربط الفرد بدولة معينة.
وتتكون الجنسية من عدة عناصر وهي:
1- الدولة
2- الفرد الطبيعي.
3- العلاقة القانونية بين الدولة والفرد.
1- الدولة:
هي التي تنشئ الجنسية ابتداءً شريطة أن تكون هذه الدولة معترف بها بالشخصية الدولية، مع العلم أنه لا يجوز للدولة أن تمنح أكثر من جنسية مثل الولايات المتحدة الأمريكية.
2- الفرد الطبيعي:
الجنسية وصف ملحق بالشخص الطبيعي ومن خلال ذلك يتمتع الشخص بالحقوق الممنوحة له من دولته.
3- العلاقة القانونية بين الدولة والفرد:
الجنسية تقوم على عدة اعتبارات سياسية واجتماعية عديدة والدولة تنظم الجنسية لتحقيق هذه الاعتبارات فالعلاقة بين طرفي رابطة الجنسية هي علاقة تنظيمية ينفرد المقنن الوطني بوضع القواعد المتصلة بها سواءً من ناحية كسب الجنسية أو فقدها وله الحق في تعديلها ويقصر دور الفرد على الدخول في هذه العلاقة عند توافر شروط ذلك.
• أهمية الجنسية:
للجنسية أهمية بالغة، فهي التي يُوَزَّعُ عن طريقها الأفراد بين مختلف دول العالم، وهي التي تحدد الأشخاص الذين يتمتعون بالصفة الوطنية، لذلك يؤخذ بعين الاعتبار المواطن الأصلي والمواطن المجنس، فالأصلي يستطيع تبوء المناصب السياسية والانتخابات دون المجنس.
وأيضاً من أهمية الجنسية أنه يتمتع بحماية الدولة التي ينتمي إليها في حالة وجوده خارج إقليمها.
• ثم اختلف فقهاء القانون حول تحديد مركز الجنسية بين القانون العام والقانون الخاص، فهناك من يعتبرها من القانون العام، وهناك من يعتبرها من القانون الخاص، وإن اختلاف الفقهاء في نظرتهم للجنسية وصلتها بالقانون العام أو الخاص نابع من أن الجنسية في جانب نجدها ترتبط بالقانون العام أكثر من ارتباطها بالقانون الخاص، وفي جانب آخر نجد هذه الصلة قريبة إلى القانون العام أكثر، ومن هنا فإن الفقه الفرنسي في فترة كان يجمع على أن الجنسية فرع من القانون العام ولكنه بعد ذلك تنامت أصوات فقهية في فرنسا تعتبر الجنسية من القانون الخاص على اعتبار أنها نظام قانوني لا تخاطب الدول بأحكامها ولكونها تشكل عنصراً من عناصر الحالة للشخص الطبيعي.
لكن وبالرغم من ارتباط الجنسية بالقانون العام نظراً لعلاقتها بالدولة وسيادتها إلا أنه لا يمكن إنكار صلتها بالقانون الخاص، ولهذا يمكن القول بأن الجنسية تعتبر ذات صفة مختلطة، الأمر الذي يجعلها وثيقة الارتباط بالقانون الدولي الخاص أكثر من أي قانون آخر وخاصة عندما يثور حولها النزاع)